# Angustassiminea succinea
 (juin 2023).
La mise en forme du texte ne suit pas les recommandations de Wikipédia : il faut le « wikifier ».
Les points d'amélioration suivants sont les cas les plus fréquents. Le détail des points à revoir est peut-être précisé sur la page de discussion.
- Les titres sont pré-formatés par le logiciel. Ils ne sont ni en capitales, ni en gras.
- Le texte ne doit pas être écrit en capitales (les noms de famille non plus), ni en gras, ni en italique, ni en « petit »…
- Le gras n'est utilisé que pour surligner le titre de l'article dans l'introduction, une seule fois.
- L'italique est rarement utilisé : mots en langue étrangère, titres d'œuvres, noms de bateaux, etc.
- Les citations ne sont pas en italique mais en corps de texte normal. Elles sont entourées par des guillemets français : « et ».
- Les listes à puces sont à éviter, des paragraphes rédigés étant largement préférés. Les tableaux sont à réserver à la présentation de données structurées (résultats, etc.).
- Les appels de note de bas de page (petits chiffres en exposant, introduits par l'outil «  Source ») sont à placer entre la fin de phrase et le point final[comme ça].
- Les liens internes (vers d'autres articles de Wikipédia) sont à choisir avec parcimonie. Créez des liens vers des articles approfondissant le sujet. Les termes génériques sans rapport avec le sujet sont à éviter, ainsi que les répétitions de liens vers un même terme.
- Les liens externes sont à placer uniquement dans une section « Liens externes », à la fin de l'article. Ces liens sont à choisir avec parcimonie suivant les règles définies. Si un lien sert de source à l'article, son insertion dans le texte est à faire par les notes de bas de page.
- La présentation des références doit suivre les conventions bibliographiques. Il est recommandé d'utiliser les modèles {{Ouvrage}}, {{Chapitre}}, {{Article}}, {{Lien web}} et/ou {{Bibliographie}}. Le mode d'édition visuel peut mettre en forme automatiquement les références.
- Insérer une infobox (cadre d'informations à droite) n'est pas obligatoire pour parachever la mise en page.

Pour une aide détaillée, merci de consulter Aide:Wikification.
Si vous pensez que ces points ont été résolus, vous pouvez retirer ce bandeau et améliorer la mise en forme d'un autre article.
Espèce
Angustassiminea succinea est une espèce de très petits gastéropodes terrestres de la famille des Assimineidae, peuplant les rivages de l’Atlantique ouest.

## Description
La coquille est conique brillante, glabre, translucide, de couleur ambre, imperforée, de cinq tours, le dernier ventru, au péristome légèrement épaissi et blanc,. Cette coquille est normalement longue de 2 mm, pour un diamètre compris entre 1,3 et 1,4 mm, bien que des populations de grands spécimens, avec une longueur de coquille pouvant atteindre 2,9 mm, soient rapportées du Texas et du Brésil.
L’animal est d’un blanc jaunâtre pâle, à tentacules en massue et yeux noirs. Le proboscis est large et bilobé.

## Distribution
Angustassiminea succinea est une espèce atlantique dont l'aire de répartition s’étend du Massachusetts au Brésil et présente sur les rivages :
- du golfe du Mexique[3] ;
- du Yucatan[6] ;
- des îlets du banc de Campêche[7] ;
- des Antilles[8] ;
- et des Guyanes[9].

La distribution exacte de l’espèce reste toutefois mal connue, du fait de la petite taille de l’escargot et la difficulté subséquente à l’observer.
Sa distribution le long de la côte nord-américaine au nord du cap Hatteras est limitée à des zones portuaires, ce qui suggère que l’espèce y ait été introduite en relation avec les activités ostréicoles.

## Écologie
Angustassiminea succinea est une espèce confinée aux littoraux des plaines côtières sous influence de la marée océanique. En Amérique du Nord, l’espèce est connue pour être benthique, détritivore, vivant sur substrat dur et peuplant les marais saumâtres. Elle est rapportée des étendus argileuses intertidales de la baie de Gavelston, au Texas. En Guadeloupe, l’espèce a été observée sur les bois morts échoués exposés aux embruns, active à l’aube. Au Brésil, cet escargot est présent sur la frange supralittorale des lagons et des estuaires, où il côtoie des espèces de la famille des Ellobiidae, se nourrissant des végétaux en décomposition et des amibes qui s’y développent.

## Reproduction
Les œufs sont contenus dans une capsule individuelle de 0,4 mm collée aux feuilles mortes. L’éclosion a lieu après 4 à 5 semaines, sans que l’embryon ne connaissent de phase planctonique. Les juvéniles juste éclos mesurent 0,35 mm.

## Systématique
Le nom valide complet (avec auteur) de ce taxon est Angustassiminea succinea (L. Pfeiffer, 1840).
L'espèce est initialement classée dans le genre Paludina sous le protonyme Paludina succinea L.Pfeiffer, 1840. Sa localité-type est Cuba.
Angustassiminea succinea a pour synonymes :
- Assiminea modesta H. C. Lea, 1845
- Assiminea succinea (L. Pfeiffer, 1840)
- Paludina succinea L. Pfeiffer, 1840

## Publication originale
- (de) L. Pfeiffer, « Uebersicht der im Januar, Februar und März, 1839 auf Cuba gesammelten Mollusken », Archiv für Naturgeschichte, vol. 6,‎ 1840, p. 250-264 (lire en ligne)